# 森本敏
森本 敏（もりもと さとし、1941年〈昭和16年〉3月15日 - ）は、日本の国際政治学者、航空自衛官、外交官、政治家。防衛政策における論客家。
拓殖大学顧問、拓殖大学特任教授、21世紀臨調運営委員、防衛法学会顧問。拓殖大学第19代総長。野田内閣で民間人として初めて防衛大臣を務めた。
東京都出身。

## 来歴
東京府東京市（現東京都）生まれ。大阪府立豊中高等学校を経て、防衛大学校本科（電気工学専攻、第9期生）卒業後、航空自衛隊に入隊。1977年（昭和52年）から外務省アメリカ局（現北米局）安全保障課に出向。
1979年（昭和54年）に航空自衛隊を退官し、正式に外務省入省。航空自衛官退官時の階級は3等空佐（米国などでいう「少佐」）。
1980年（昭和55年）、タフツ大学フレッチャー法律外交大学院修士課程を修了する。その後在ナイジェリア日本国大使館参事官、情報調査局企画課安全保障政策室長、外務大臣官房領事移住部領事移住政策課長等を経て、1992年（平成4年）に外務省を退官。
その後は野村総合研究所主席研究員（1992年 - 2001年）を務める傍ら、慶應義塾大学や中央大学、政策研究大学院大学、聖心女子大学、東洋大学等で教鞭を執る。2000年（平成12年）、拓殖大学国際学部教授に着任し、2005年（平成17年）から拓殖大学海外事情研究所所長 兼 大学院教授を務める。
2013年（平成25年）に拓殖大学を定年退職し、同特任教授（非常勤）を務める。日本国際フォーラム参与、研究員。
2009年（平成21年）8月、麻生内閣の要請を受け浜田靖一防衛大臣の下、初代防衛大臣補佐官（現：防衛大臣政策参与）に就任したが、同月30日投開票の第45回衆議院議員総選挙で自由民主党が大敗し鳩山由紀夫内閣が発足したため解任。

### 民間人初の防衛大臣
2012年（平成24年）6月、野田第2次改造内閣で、参議院で問責決議が可決されていた田中直紀の後任の防衛大臣に任命され初入閣を果たした。民間人の防衛担当閣僚の就任は、前身の防衛庁時代を含めても初（それ以前の警察予備隊・保安庁時代まで含めれば、初代保安庁長官の木村篤太郎は就任後約半年間は民間人閣僚だった）となる。森本の防衛相起用について自民党の石破茂らは「森本先生は第一人者。人格も立派」などとの評価をしたが、民主党内の鳩山由紀夫元首相をはじめ与野党の国会議員や沖縄県は懸念を表明していた。共同通信社が2012年6月4日、6月5日に行った内閣改造に関する世論調査によれば、森本の防衛相就任を「評価する」は60.5%、「評価しない」は21.1%であった。同年10月に発足した野田第3次改造内閣でも留任したが、12月26日、野田内閣の総辞職に伴い防衛大臣を退任。

### 防衛大臣退任後
退任後は各種情報番組に出演し、防衛政策における論客活動を展開。2015年（平成27年）10月16日付で防衛大臣政策参与に任命された。
2016年（平成28年）1月、拓殖大学第19代総長に選任される。任期は、2016年3月1日から2021年2月28日まで。
2016年12月28日：防衛大臣政策参与退職。
2017年（平成29年）8月8日：第3次安倍第3次改造内閣にて防衛大臣に就任した小野寺五典より防衛大臣政策参与に任命。
2018年（平成30年）10月2日：内閣改造に伴い防衛大臣政策参与を退職。
2019年（平成31年）1月30日：韓国海軍レーダー照射問題で日韓関係が冷却する中、淑明女子大学校で開かれた安全保障に関する討論会に出席するために韓国を訪問。ソウル市内で韓国在郷軍人会の金辰浩会長と韓国の予備役将校らの団体「星友会」の柳三男会長と昼食懇談会を行った。
2021年（令和3年）4月1日：総長を退任し拓殖大学顧問に就任。なお同年3月31日をもって総長の役職は廃止された。

## 人物

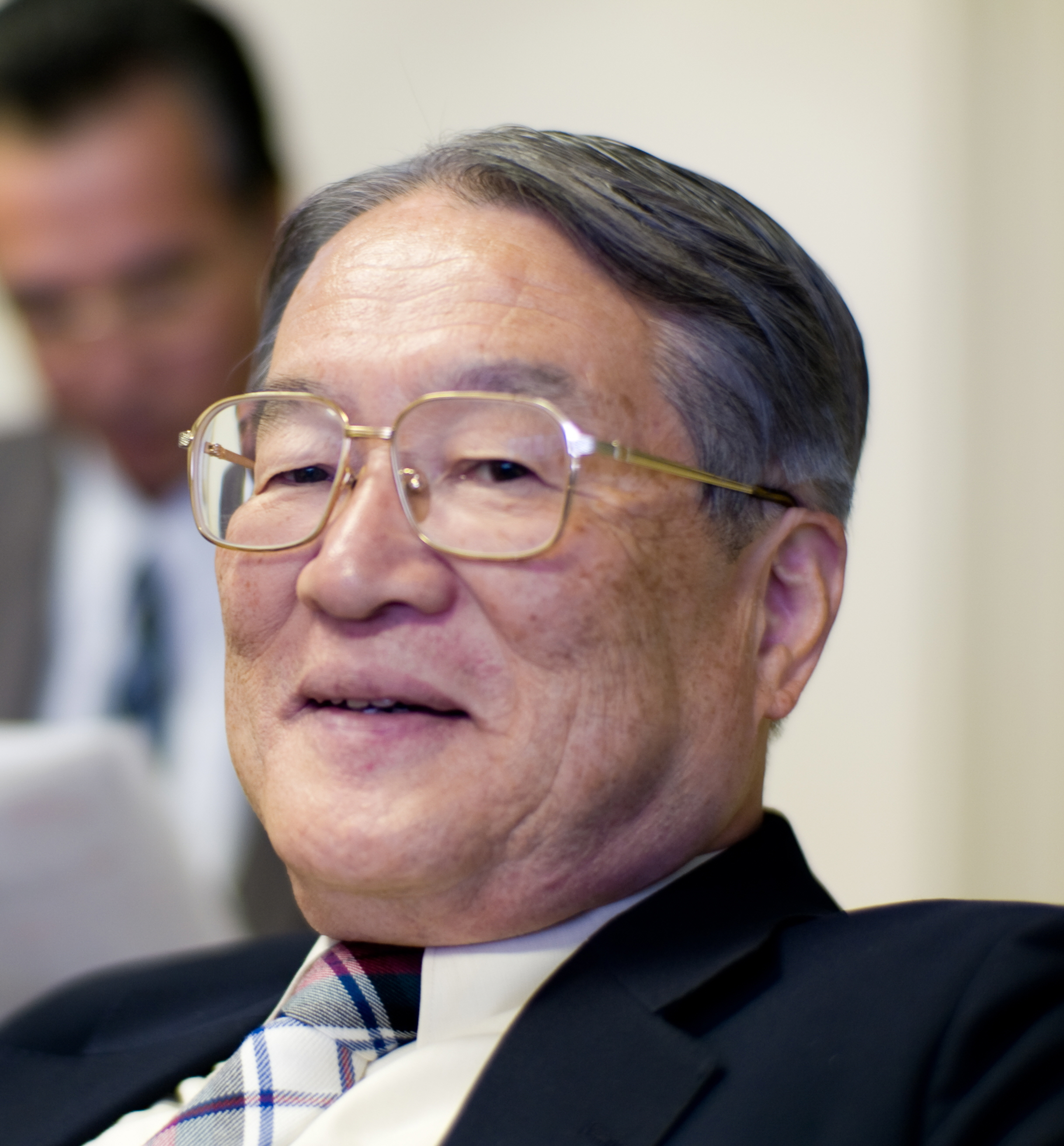
2007年10月25日撮影

2008年（平成20年）10月からまぐまぐより自身のメールマガジン（有料）を発行。2011年（平成23年）7月に公式Facebookページを開設した。
2012年（平成24年）10月、日本メガネベストドレッサー賞を受賞した。
2014年（平成26年）10月1日、日本会議の主導の下、憲法改正を目指す団体「美しい日本の憲法をつくる国民の会」の設立総会が永田町の憲政記念館で開かれた。森本は日本会議副会長の田中恆清らとともに代表発起人に名を連ねた。

## 発言・主張
イラク戦争では米国の立場を支持し日本は積極的にイラクへの自衛隊派遣を進めるべきだと産経新聞で主張して2004年正論大賞を受賞。
2012年8月に韓国の李明博大統領が竹島を訪問した際、「韓国の内政上からくる要請によるもの」と発言した。これが「韓国の内政上の問題」と報じられたことから騒動になり、自民党の谷垣禎一総裁は「真実ならば問責に値する」としたほか、複数の議員から罷免を要求する発言がなされたが、森本が「そのような発言をした覚えはない」と強く反発し、実際の発言内容が改めて報道されると騒動は一気に終息した。
日本のTPP参加の是非について、日本のTPP参加は「日米同盟の選択」を意味するとして、日米同盟を堅持するならば参加しない選択肢は無いとの見解を述べた。
米軍普天間飛行場の辺野古移設に関しては、軍事・地政学的なものでなく政治的な移設であると見解を述べており、防衛大臣退任前日の会見では「政治的に許容できるところが沖縄にしかない。軍事的には沖縄でなくても良いが、政治的に考えると沖縄がつまり最適の地域である」と発言している。

## 著書

### 単著
- 『「極東有事」で日本は何ができるのか――ガイドラインと有事法制』（PHP研究所、1999年）ISBN 978-4569604688
- 『安全保障論――21世紀世界の危機管理』（PHP研究所、2000年）ISBN 978-4569611051
- 『森本敏の眼――日本の防衛と安全保障政策』（グラフ社、2005年）ISBN 978-4766208740
- 『米軍再編と在日米軍』（文藝春秋 [文春新書]、2006年）ISBN 978-4166605286
- 『日本防衛再考論――自分の国を守るということ』（海竜社、2008年）ISBN 978-4759309942
- 『普天間の謎―基地返還問題迷走15年の総て』（海竜社、2010年）
- 『日本の瀬戸際―東アジア最大の危機に日本は生き残れるか』（実業之日本社、2011年）ISBN 978-4408108827
- 『オスプレイの謎。その真実』（海竜社、2013年）ISBN 978-4759313222

各・他多数

### 共著
- （江畑謙介・田中明彦・高山正之・春名幹男、山内昌之） 『二十一世紀型の戦争：テロリストの恐怖。日本は大丈夫か？』（角川書店、2001年）
- （宮田律・立山良司）『「新しい戦争」を知るための60のQ&A』（新潮社、2001年）
- （浜谷英博）『有事法制：私たちの安全はだれが守るのか』（PHP新書、2003年）
- （浜谷英博）『早わかり国民保護法』（PHP新書、2005年）
- （石破茂・長島昭久）『国防の論点』（PHP研究所、2007年）
- （岡本行夫）『日米同盟の危機：日本は孤立を回避できるか』（ビジネス社、2007年）
- （石破茂・西修）『国防軍とは何か』（幻冬舎ルネッサンス、2013年）

### 編著
- 『ミサイル防衛：新しい国際安全保障の構図』（日本国際問題研究所、2002年）
- 『アジア太平洋の多国間安全保障』（日本国際問題研究所、2003年）
- 『イラク戦争と自衛隊派遣』（東洋経済新報社、2004年）
- 『国民として知っておきたい日本の安全保障：湾岸戦争から防衛省昇格までの国会論議要覧』（海竜社、2007年）
- 『武器輸出三原則はどうして見直されたのか』（海竜社、2014年）

### 共編著
- 『予防外交』森本敏・横田洋三（共編）（国際書院、1996年）

### 監修
- 『岐路に立つ日本の安全：安全保障・危機管理政策の実際と展望』（監修）（北星堂書店、2008年）
- 『漂流する日米同盟：民主党政権下における日米関係』（監修）（海竜社、2010年）

## 出演番組
- みのもんたの朝ズバッ!（TBS）
- たかじんのそこまで言って委員会（読売テレビ）
- ウェークアップ!ぷらす（読売テレビ）
- 日曜討論（NHK）
- 情報ライブ ミヤネ屋（読売テレビ・水/木曜）
- 朝まで生テレビ!（テレビ朝日）
- 報道1930（BSｰTBS）